# ベイビー・メイク 私たちのしあわせ計画
『ベイビー・メイク 私たちのしあわせ計画』（原題:The Babymakers）は2012年に公開されたアメリカ合衆国のコメディ映画である。監督はジェイ・チャンドラセカール、主演はポール・シュナイダーとオリヴィア・マンが務めた。なお、本作は日本国内で劇場公開されなかったが、2013年4月2日にDVDが発売された。

## 概略
マックリン夫妻（トミーとオードリー）は子供を授かるためにあらゆる手段を試したが、どれも上手く行かなかった。トミーは自分に不妊の原因があるのではないかと考えるようになり、絶望しかけていたが、そんな折、かつて自分が精子バンクに精子を提供していたことを思い出した。そこで、トミーは友人のウェイドと一緒に精子バンクから自分の精子を盗み出すことにした。

## キャスト
※括弧内は日本語吹替
- ポール・シュナイダー（ふくまつ進紗） - トミー・マックリン
- オリヴィア・マン（うさみともこ） - オードリー・マックリン
- ウッド・ハリス（手塚ヒロミチ） - ダレル
- ケヴィン・ヘファーナン（徳本英一郎） - ウェイド
- ナット・ファクソン（長瀬祐） - ジグザグ
- ジェイ・チャンドラセカール（河合みのる） - ロン・ジョン
- コンスタンス・ジマー - モナ
- アイシャ・タイラー - カレン
- ジュード・チコレッラ - スタッブス
- トム・ライト - ブッチャー
- トミー・デューイ - トッド
- シャロン・モーン - ロバーツ博士
- トニー・サンチョ - ペドロ
- フィリップ・ブレンニンクマイヤー - ヴィッカリー
- ヘレナ・マットソン - ターニャ
- デジー・リディック - ジュリー
- ビル・ファガーパッケ - クラーク
- ジャンヌ・サカタ - ワンダ
- ヘイズ・マッカーサー - レスリー・ジェンキンス
- マーク・エヴァン・ジョンソン - ジェフリー
- コレット・ウルフ - アリソン
- マイルズ・フィッシャー - グルーム
- ノーリーン・デウルフ - 花嫁
- リック・オーヴァートン - ラスプラー
- M・C・ゲイニー - マロイ
- キャンディス・スミス - ロキシー
- リンジー・クラフト - グレタ

（ほか、日本語吹替声優：宮本淳、はたくみ、西谷修一、大津愛理、寸石和弘、小杉ゆう子、小日向みわ）

## 製作
2011年6月7日、ポール・シュナイダーとオリヴィア・マンが本作に出演するとの報道があった。2012年2月17日、エドワード・シェアマーが本作で使用される楽曲を手掛けていると報じられた。

## 公開・マーケティング
2011年12月26日、本作のファースト・トレイラーが公開された。2012年3月9日、本作はサウス・バイ・サウスウェストでプレミア上映された。4月11日、ミレニアム・エンターテインメントが本作の全米配給権を獲得したと報じられた。5月15日、本作のポスターが公開された。6月19日、本作のオフィシャル・トレイラーが公開された。

## 評価
本作は批評家から酷評されている。映画批評集積サイトのRotten Tomatoesには51件のレビューがあり、批評家支持率は8%、平均点は10点満点で3.48点となっている。サイト側による批評家の見解の要約は「笑える箇所も数カ所あるが、『ベイビー・メイク 私たちのしあわせ計画』は下品とユーモアを取り違えており、うんざりさせられるギャグと滑っているジョークを繰り出すために、優れた俳優たちを浪費している。」となっている。また、Metacriticには17件のレビューがあり、加重平均値は30/100となっている。